# Carpignano Salentino
Carpignano Salentino es un municipio situado en la provincia de Lecce, en la región de Apulia. Tiene una población estimada, a fines de noviembre de 2022, de 3645 habitantes.

## Evolución demográfica
| Gráfica de evolución demográfica de Carpignano Salentino entre 1861 y 2022 |
|                                                                            |
| Fuente: ISTAT - Elaboración gráfica de Wikipedia                           |